# Кызылсу (Восточно-Казахстанская область)
Кызылсу (каз. Қызылсу, до 1992 г. — Дирижабль) — упразднённое село в Уланском районе Восточно-Казахстанской области Казахстана. Упразднено в 2019 г. Входило в состав Бозанбайского сельского округа. Код КАТО — 636257400.

## Население
В 1999 году население села составляло 181 человек (99 мужчин и 82 женщины). По данным переписи 2009 года, в селе проживало 70 человек (37 мужчин и 33 женщины).